# Lucifer's Angel
Lucifer's Angel es una canción del grupo finlandés de rock The Rasmus, y es la cuarta pista de su álbum de 2005 Hide from the Sun.
Hay también una versión acústica de la canción la cual está disponible en la edición de Hide from the Sun para los Estados Unidos.

## Significado lírico
La inspiración para Lucifer's Angel viene de algunos libros que leía la banda en los que se hablaba de personas en la antigüedad que trataban de solucionar los problemas de todas las personas y buscaban arreglar el mundo. El vocalista Lauri Ylönen explica que encontró en esto una conexión entre pasado y presente.

## Créditos
The Rasmus
- Lauri Ylönen: Vocales
- Pauli Rantasalmi: Guitarra
- Eero Heinonen: Bajo
- Aki Hakala: Batería